# Partizánska Ľupča
Partizánska Ľupča és un poble i municipi d'Eslovàquia que es troba a la regió de Žilina, al centre-nord del país.

## Història
La primera menció escrita de la vila es remunta al 1252.

## Demografia
| Godina             | 1994 | 2004   | 2014   | 2024   |
| ------------------ | ---- | ------ | ------ | ------ |
| Nombre de persones | 1268 | 1242   | 1234   | 1299   |
| Diferència         |      | −2,05% | −0,64% | +5,26% |

| Godina             | 2023 | 2024   |
| ------------------ | ---- | ------ |
| Nombre de persones | 1320 | 1299   |
| Diferència         |      | −1,59% |